# Antonio Gandy-Golden
Antonio Gandy-Golden (Chicago, 11 aprile 1998) è un ex giocatore di football americano statunitense che ha militato nel ruolo di wide receiver nella National Football League (NFL).

## Carriera

### Washington Football Team
Gandy-Golden al college giocò a football alla Liberty University dal 2016 al 2019. Fu scelto dai Washington Redskins nel corso del quarto giro (142º assoluto) del Draft NFL 2020.

#### Stagione 2020
Gandy-Golden debuttò in NFL il 20 settembre 2020 nella gara di settimana 2 persa contro gli Arizona Cardinals, facendo registrare la sua prima ricezione in carriera su passaggio di Dwayne Haskins. Il 24 ottobre 2020, a causa di un infortunio al tendine del ginocchio, fu posto nella lista riserve e poi risposato nel roster attivo il 26 dicembre 2020. Gandy-Golden chiuse la sua stagione da rookie con 6 presenze ed una sola ricezione.

#### Stagione 2021
Il 31 agosto 2021 Gandy-Golden fu svincolato da Washington e il suo contratto reso disponibile alle altre squadre ma poi ricontrattualizzato con la squadra di allenamento il giorno successivo. Il 10 ottobre 2021 Gandy-Golden fu spostato nel roster attivo per la partita di settimana 5 contro i New Orleans Saints e fu poi contrattualizzato nel roster attivo il 23 ottobre 2021. Il 1º gennaio 2022 Gandy-Golden fu nuovamente svincolato e quindi reinserito nella squadra di allenamento. Il 10 gennaio 2022, al termine della stagione che lo vide scendere in campo in 4 partite senza completare nessuna ricezione, Gandy-Golden firmò con Washington da riserva/contratto futuro.

### Ritiro
Iniziata la preparazione alla nuova stagione lavorando sul cambio di ruolo da wide receiver a tight end, il 28 luglio 2022 Gandy-Golden ha annunciato il suo ritiro dal football professionistico per completare il suo percorso di studi. Gandy-Golden ha terminato la sua carriera di due anni nella NFL giocando in 10 partite e facendo registrare solo una ricezione da tre yard.